# Зюкін Володимир Михайлович
Володимир Михайлович Зюкін (11 травня 1954, місто Березники, тепер Пермського краю, Російська Федерація — 12 листопада 2024) — радянський комсомольський діяч, 1-й секретар ЦК ВЛКСМ. Член ЦК КПРС у червні 1990 – серпні 1991 року.

## Біографія
Народився у родині службовців-будівельників. Навчався у середній школі № 1 міста Єкабпілса Латвійської РСР. У 1968 році вступив до комсомолу.
У 1976 році закінчив Брянський інститут транспортного машинобудування, здобув спеціальність інженера-механіка.
У 1976—1978 роках — бригадир механіків, начальник котельної Сніжного ліспромгоспу об'єднання «Комсомольськліс» Хабаровського краю.
Член КПРС у 1977—1991 роках.
У 1978—1979 роках — завідувач відділу комсомольських організацій, у 1979—1981 роках — 2-й секретар, а у 1981 році — 1-й секретар Комсомольського районного комітету ВЛКСМ Хабаровського краю.
У 1981—1983 роках — завідувач відділу робітничої і селянської молоді Хабаровського крайового комітету ВЛКСМ.
У 1983—1986 роках — 2-й секретар Хабаровського крайового комітету ВЛКСМ.
У 1986—1987 роках — 1-й секретар Хабаровського крайового комітету ВЛКСМ.
У грудні 1987 – березні 1989 року — завідувач організаційного відділу ЦК ВЛКСМ.
У березні 1989 – квітні 1990 року — 2-й секретар ЦК ВЛКСМ.
19 квітні 1990 – 27 вересня 1991 року — 1-й секретар ЦК ВЛКСМ.
З 1992 року — президент Фонду міжнародної молодіжної співпраці. Керівник брокерської компанії «Крейтон кепітал». З 2003 року — президент Товариства із обмеженою відповідальністю «Пілот менеджмент» у Москві. Потім очолював компанію «Інпред».
Помер 12 листопада 2024 року.

## Нагороди та звання
- медаль «За трудову доблесть»
- медаль «За будівництво Байкало-Амурської магістралі»
- знак ЦК ВЛКСМ «За активну роботу в комсомолі»